# Lycorina inareolata
Lycorina inareolata är en stekelart som beskrevs av Wang 1985. Lycorina inareolata ingår i släktet Lycorina och familjen brokparasitsteklar. Inga underarter finns listade i Catalogue of Life.